# Antikvitet
En antikvitet (latin: antiquus, "gammel") er et gammelt samleobjekt, der er eftertragtet som følge af dets alder, æstetik, sjældenhed, tilstand, brug, personlig følelsesmæssig forbindelse og/eller andre unikke egenskaber. Det er et objekt, der kan have en kulturhistorisk værdi. Ofte bruger man antik om genstande, der er mere end 100 år gamle.
Antikviteter er som regel genstande, som bærer præg af håndværkmæssig tradition eller design som et bord eller en tidlig bil. De arves, bliver købt fra antikvitetsforhandlere, ved ejendomssalg, på auktioner eller andre steder. Antikvitetsforhandlerne tilhører ofte nationale brancheorganisationer, heraf mange CINOA, en forening for kunst- og antikbranchen i over 21 lande, som repræsenterer mere end 5.000 forhandlere over hele verden.
Antikviteter er ofte omdrejningspunktet i programmer om værdiansættelse af genstande som eksempelvis Guld på godset, Hvad er det værd? (begge DR) Sæt pris på dit hjem (TV 2) og Antiques Roadshow (BBC).